# Temnější než noc
Temnější než noc je desátý román amerického spisovatele detektivních knih Michaela Connellyho. Jedná se o jeho sedmou knihu s losangeleským detektivem Hieronymem "Harrym" Boschem v hlavní roli a druhou, v níž se objevuje agent FBI Terry McCaleb. V jedné z vedlejších rolí zde také vystupuje Jack McAvoy (hlavní postava Connellyho románu Básník). 

## Děj knihy
Terry McCaleb se oženil s Gracielou Riversovou a nedávno se jim narodila dcera Cielo. McCaleb vlastní loď a na ostrově Catalina provozuje komerční plavby pro rybáře. Jednoho dne přijde za McCalebem zástupkyně šerifa Jaye Winstonová a přinese s sebou složku s případem vraždy. Na místě činu bylo nalezeno spousta netradičních výjevů a protože policie se dosud nikam nedostala, požádá Winstonová McCaleba aby se na případ podíval. Po prozkoumání dostupných materiálů vše ukazuje na Harryho Bosche, kterého McCaleb zná z případu, na kterém pracoval před odchodem do výslužby. Bosch se momentálně nachází v pozici klíčového svědka v jiném velice sledovaném soudním procesu, v němž je známý filmový režisér obviněn z vraždy. Soudní proces sleduje také spisovatel a reportér Jack McAvoy, autor románu Básník.
Poté, co McCaleb upozorní policii na Boschovu možnou účast na vraždě, vydá se Bosch osobně na ostrov Catalina, aby vyvrátil McCalebovy závěry a požádá ho o znovuprozkoumání důkazního materiálu. McCaleb narazí na parkovací lístek, který naznačuje, že Bosch se stal obětí léčky, kterou na něj nastražil obviněný filmový režisér s cílem zdiskreditovat Boschovo svědectví u soudu. Klíčem k prokázání tohoto komplotu je videozáznam z poštovní pobočky. Ten však již byl mezitím smazán a nedá se z něj nic použít.
Bosch a McCaleb se tedy rozhodnou předstírat, že se jim část záznamu z pásky podařilo získat. Skutečný vrah z druhého případu pak zaútočí na McCaleba a málem jej zabije. Ukáže se, že vrahem je bývalý policista, který měl na starost bezpečnost obviněného režiséra. Boschovi se podaří McCaleba zachránit a útočníka zajmout, ale během následující přestřelky je zabit útočníkův mladší bratr. Výměnou za zproštění viny v případě zabití svého bratra jim bývalý policista nabídne důkazy prokazující účast obviněného režiséra na Boschově falešném obvinění. Režisér přijme nabídnutou dohodu a k vraždě se přizná. Díky Boschovu tipu je Jack McAvoy jediným reportérem, který se o detailech této dohody dozví. McCaleb si později uvědomí, že Bosch jej zachránil jen díky tomu, že znal všechny podrobnosti připravované léčky a McCalebovi o nich zalhal. Následně McCaleb ukončí jejich znovuobnovené přátelství a Bosch se rozhodne všechno smazat a začít nový život.